# برد جونز (بازیکن فوتبال)
بردلی اسکات جونز (هلندی: Bradley Scott Jones؛ زاده ۱۹ مارس ۱۹۸۲) بازیکن بازنشسته فوتبال اهل استرالیا است.